# Herxheim bei Landau/Pfalz

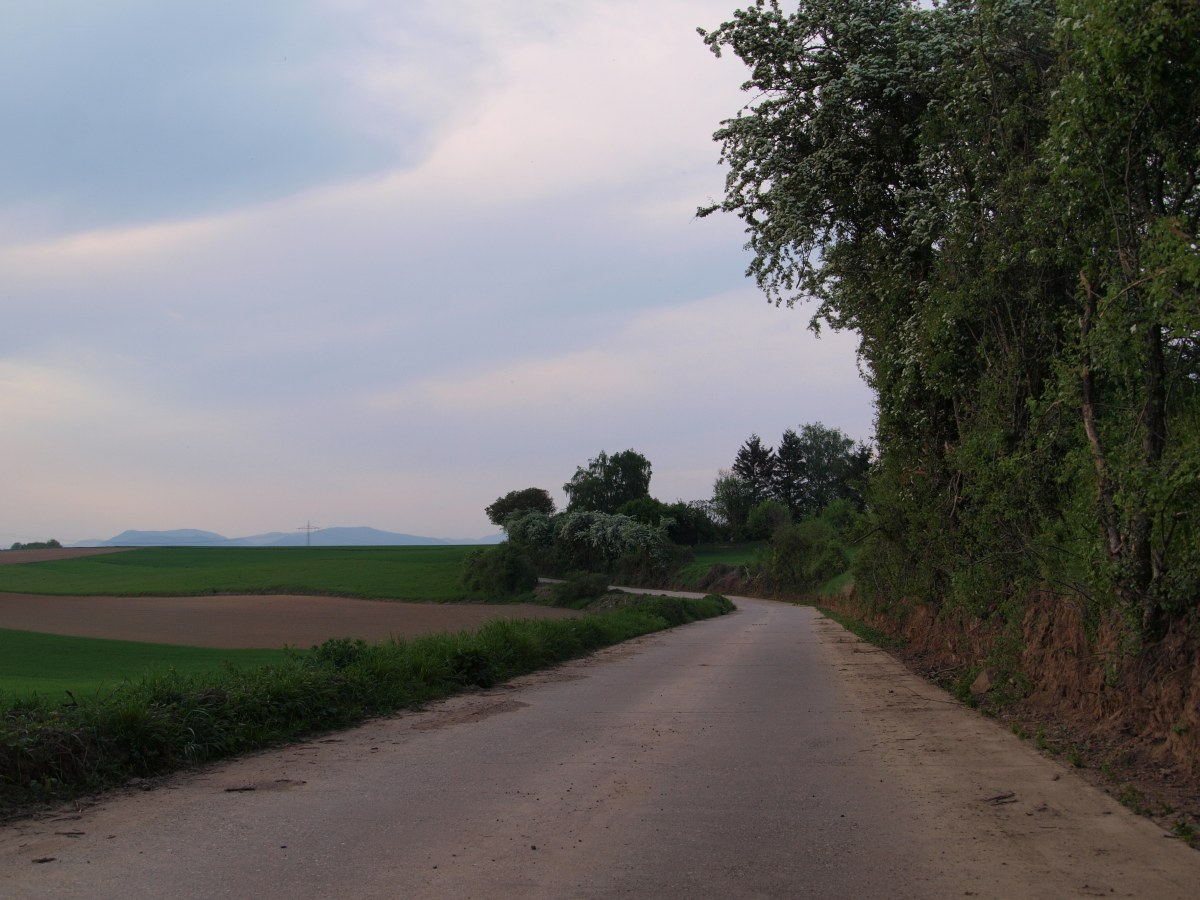
Landschaftsbild im Bereich von Herxheim

Die Ortsgemeinde Herxheim bei Landau/Pfalz (im örtlichen Dialekt „Herxe“ genannt) in Rheinland-Pfalz ist bezogen auf die Einwohnerzahl die größte Kommune im Landkreis Südliche Weinstraße. Herxheim ist Verwaltungssitz der gleichnamigen Verbandsgemeinde und gemäß Landesplanung als Mittelzentrum ausgewiesen.

## Geographie

### Lage
Die Ortsgemeinde liegt in der Oberrheinischen Tiefebene im Osten des Landkreises Südliche Weinstraße. Sie besteht aus dem Kernort Herxheim sowie dem im Süden des Gemeindegebiets befindlichen Ortsteil Hayna, die durch ein Waldgebiet voneinander getrennt sind. Im Osten der Gemarkung liegt zudem der Weiler Sandhof. Zur Gemeinde gehören auch die Wohnplätze „Neumühle“, „Am Wingertsberg“ und „Am Schambach“.
Die Gemarkung Herxheim ist Teil des Naturraums Mühlhofen-Rheinzaberner Riedel.
Nachbargemeinden sind – im Uhrzeigersinn – Offenbach an der Queich, Ottersheim bei Landau, Knittelsheim, Herxheimweyher, Rülzheim, Hatzenbühl, Erlenbach bei Kandel, Insheim und Landau in der Pfalz.
Die Namensgleichheit mit dem im benachbarten Landkreis Bad Dürkheim liegenden Herxheim am Berg ist der Grund für die lange Zusatzbezeichnung bei Landau/Pfalz.

### Gewässer
Zentrales Gewässer im Hauptort ist der in West-Ost-Richtung fließende Klingbach. Inmitten des Siedlungsgebietes gabelt er sich in den linken Teilungsarm Alter Klingbach auf. Ersterer nimmt am südlichen Rand der Bebauung von rechts den Waldgraben auf. Inmitten eines Gewerbegebiets im Südosten der Gemeinde nimmt der als Entwässerungsgraben angelegte Rottenbach seinen Anfang. Im äußersten Osten der Gemeinde an der Grenze zu Herxheimweyher nimmt er von rechts den etwas weiter südlich fließenden Saugraben auf.

## Geschichte

### Frühgeschichte und Mittelalter
Das Gebiet von Herxheim war bereits in der Jungsteinzeit besiedelt. Westlich von Herxheim wurden mit der Grubenanlage von Herxheim Reste einer etwa 7000 Jahre alten Siedlung entdeckt. Im 6. Jahrhundert gründen fränkische Siedler den Ort. Erstmals erwähnt wird Harieschaim 773 in einer Urkunde für das Kloster Weißenburg, als ein Sigibald seinen Besitz dem Kloster überschreibt. Im Rahmen des sogenannten „Weißenburger Klosterraubes“ (985/991) entrissen die Salier dem Kloster Weißenburg Herxheim und andere Besitzungen. Unter dem Saliern wird im Jahr 1004 auf dem Kirchberg eine Kirche errichtet, von der sich der untere Teil des Glockenturms erhalten hat. 1057 gelangte Herxheim durch eine Schenkung des salischen Kaisers Heinrich IV. wieder in geistlichen Besitz, nämlich an das Hochstift Speyer. Bei diesem verblieb Herxheim rund 600 Jahre und unterstand innerhalb diesem dem Oberamt Lauterburg. Zudem war die Gemeinde Stammsitz der Augsburger Patrizierfamilie Holzapfel von Herxheim.

### Neuzeit
Nach dem Frieden von Nimwegen 1678/79 fiel Herxheim mit allen Gemeinden südlich der Queich an Frankreich. Ab 1798, als die Pfalz Teil der Französischen Republik (bis 1804) und anschließend Teil des Napoleonischen Kaiserreichs war, war die Gemeinde in den Kanton Landau im Departement des Niederrheins eingegliedert. 1814 hatte die Gemeinde insgesamt 2.675 Einwohner. Ein Jahr später gehörte der Ort zunächst zu Österreich. 1816, nach dem Wiener Kongress, wurde die Pfalz zum achten Kreis des Königreiches Bayern. Herxheim gehörte ab 1818 – weiterhin als Bestandteil des Kantons Landau – zum Landkommissariat Landau; aus diesem ging 1862 das Bezirksamt Landau hervor. Während der Zugehörigkeit zu Bayern wurden das Schulhaus eingeweiht (1824), die erste Tabakfabrik gegründet (1879) und die Bahnlinie Herxheim–Landau eröffnet (1898). Sie wurde 1983 stillgelegt, eine Reaktivierung und Weiterführung bis Rülzheim wurde wiederholt, zuletzt 2003 vom Land Rheinland-Pfalz, untersucht, aber abgelehnt. Ein Trassensicherungsabkommen besteht jedoch noch.
Um 1860 wurde der Tabakanbau eingeführt. Um 1920 waren etwa 1400 Frauen, Männer und Kinder in der Zigarrenproduktion beschäftigt. Die letzte Zigarrenfabrik schloss 1965. Nach dem Ende der Subventionen für Tabakanbau durch die EU ist er vollständig zum Erliegen gekommen.
1896 eröffnete Jakob Friedrich Bussereau in Herxheim ein Heim für Kranke und Behinderte, das er „St.-Paulus-Stift“ nannte. Zu deren Pflege gründete er einen Frauenorden, die Kongregation der Schwestern vom hl. Paulus (meist kurz „Paulusschwestern“ genannt), deren Gemeinschaft 1913 kirchlich anerkannt wurde.
Ab 1939 war der Ort Bestandteil des Landkreises Landau in der Pfalz. Nach dem Zweiten Weltkrieg wurde Herxheim innerhalb der französischen Besatzungszone Teil des damals neu gebildeten Landes Rheinland-Pfalz, womit die bayerische Zeit endete. Im Zuge der ersten rheinland-pfälzischen Verwaltungsreform wechselte der Ort am 7. Juni 1969 in den neu geschaffenen Landkreis Landau-Bad Bergzabern, der 1978 in Landkreis Südliche Weinstraße umbenannt wurde. Drei Jahre später wurde er Sitz der ebenfalls neu gebildeten gleichnamigen Verbandsgemeinde. Am 17. März 1974 wurde der bis dahin selbständige Nachbarort Hayna eingemeindet.

## Religion
Im Ort stand ab 1842 eine Synagoge, die 1938 in den Novemberpogromen zerstört wurde. Seit ungefähr 1879 besteht ein  Jüdischer Friedhof in Herxheim. Die letzte Bestattung fand dort 1936 statt. Eine Gedenktafel erinnert daran.

## Politik

### Gemeinderat
Der Gemeinderat in Herxheim besteht aus 28 Ratsmitgliedern, die bei der Kommunalwahl am 9. Juni 2024 in einer personalisierten Verhältniswahl gewählt wurden, und dem ehrenamtlichen Ortsbürgermeister als Vorsitzendem.
Die Sitzverteilung im Gemeinderat:
| Wahl | SPD | CDU | Grüne | FDP | FWG | WG  | Gesamt     | Wahl- beteiligung |        |
| ---- | --- | --- | ----- | --- | --- | --- | ---------- | ----------------- | ------ |
| 2024 | 4   | 12  | 3     | 1   | 8   | –   | 28 Sitze   | 66,6 %            | [ 6 ]  |
| 2019 | 3   | 9   | 3     | 1   | 6   | 6 1 | 28 Sitze   | 64,0 %            | [ 7 ]  |
| 2014 | 6   | 13  | 3     | -   | 6   | –   | 28 Sitze   | 56,82 %           | [ 8 ]  |
| 2009 | 7   | 15  | –     | –   | 6   | –   | 28 Sitze   | 59,0 %            | [ 9 ]  |
| 2004 | 5   | 15  | 2     | –   | 3   | 3   | 28 Sitze 2 | 62,6 %            | [ 10 ] |
| 1999 | 4   | 13  | 1     | –   | –   | –   | 24 Sitze   | 68,2 %            | [ 10 ] |

### Bürgermeister
| Bürgermeister von Herxheim | Bürgermeister von Herxheim | Bürgermeister von Herxheim | Bürgermeister von Herxheim |
| Amtszeit                   | Name                       | Partei                     |                            |
| -------------------------- | -------------------------- | -------------------------- | -------------------------- |
| –2009                      | Elmar Weiller              | CDU                        |                            |
| 2009–2019                  | Franz-Ludwig Trauth        | CDU                        |                            |
| 2019–2023                  | Hedi Braun                 | parteilos                  |                            |
| seit 2023                  | Sven Koch                  | CDU                        |                            |

Der ehrenamtliche Ortsbürgermeister wird in direkter Wahl für eine Amtszeit von 5 Jahren gewählt.
Bei der Wahl am 7. Juni 2009 wurde der parteilose Franz-Ludwig Trauth als Kandidat der CDU mit 59,0 Prozent gewählt. Wie sein Vorgänger Elmar Weiller war er damit Bürgermeister der Verbandsgemeinde und der Ortsgemeinde Herxheim. Bei der Wahl am 25. Mai 2014 wurde Trauth ohne Gegenkandidat mit 69,19 Prozent Zustimmung als Ortsbürgermeister bestätigt.
Bei der Stichwahl am 16. Juni 2019 wurde die parteilose Hedi Braun mit 50,7 Prozent der Stimmen zur Ortsbürgermeisterin gewählt, denn bei der Direktwahl am 26. Mai 2019 hatte keiner der vier Bewerber eine ausreichende Mehrheit erreicht. Am 15. August 2019 wurde sie in das Ehrenamt eingeführt. Von 2015 bis 2023 war sie Bürgermeisterin der Verbandsgemeinde Herxheim. Im Juli 2023 kündigte sie an, im kommenden Herbst vorzeitig das Amt der Ortsbürgermeisterin niederzulegen.
Am 29. Oktober 2023 wurde Sven Koch (CDU) als einziger Kandidat mit 78 % der Stimmen zum Ortsbürgermeister gewählt. Er trat das Amt am 3. November 2023 an. Bei der Direktwahl  am 9. Juni 2024 setzte er sich (unterstützt von CDU und FWG) mit einem Stimmenanteil von 74,7 % gegen einen Mitbewerber durch.

### Jugendparlament
Als erste Ortsgemeinde im Landkreis Südliche Weinstraße hat Herxheim im Mai 2000 ein Jugendparlament eingeführt. Es kümmert sich um die Belange von Jugendlichen aus der Ortsgemeinde und umfasst zwölf Mitglieder, die bei der Aufstellung zur Wahl zwischen 14 und 18 Jahren alt sein müssen. Die Wahl erfolgt im Abstand von zweieinhalb Jahren mittels Mehrheitswahl.
Das Jugendparlament hat u. a. die Möglichkeit, Veranstaltungen zu organisieren. Beispielsweise Podiumsdiskussionen für Jugendliche anlässlich von Bundestags- oder Kommunalwahlen.

### Wappen
| Wappen von Herxheim bei Landau/Pfalz | Blasonierung: „Im von Silber und Blau geteilten Schild eine heraldische Lilie mit verwechselten Farben, oberes Ende begleitet von zwei goldenen Sternen.“ |
| Wappen von Herxheim bei Landau/Pfalz | Wappenbegründung: Die Anfänge des Herxheimer Wappens gehen auf das späte 17. und das frühe 18. Jahrhundert zurück. Nach dem Frieden von Nimwegen (1679) war das Gebiet südlich der Queich unter die Oberherrschaft Frankreichs gekommen. Dazu gehörte auch das fürstbischöflich speyerische Oberamt Lauterburg, zu dem Herxheim zählte. Einige Rechte verblieben dem Fürstbischof. Die Franzosen versuchten, die Bevölkerung für sich zu gewinnen. Der Fürstbischof versuchte seinerseits, durch größeres Entgegenkommen als bisher seine Untertanen sich gewogen zu halten. Das könnte ein Grund gewesen sein, der Gemeinde Herxheim ein Siegel für das Dorfgericht zu verleihen. Mit der Aufnahme der Lilie in das neue Gerichtssiegel dürfte sowohl an die Zugehörigkeit Herxheims zum Hochstift Speyer mit seinem Mariendom als auch zugleich an die Lilien der französischen Bourbonen, deren mächtigster Vertreter Ludwig XIV. nun der oberste Herr auch über Herxheim war, erinnert worden sein. Die erste öffentliche Darstellung der Lilie erfolgte 1716 im Eckständer des damals errichteten ehemaligen Gemeindehauses Untere Hauptstraße 132. Die erste Urkunde, in der das Herxheimer Gerichtssiegel mit der Lilie und sieben darüber angedeuteten Sternen bzw. einer siebenperligen Krone erscheint, stammt aus dem Jahr 1733. Das heutige Herxheimer Wappen wurde Anfang der 1920er Jahre gestaltet. Nach langer Diskussion einigte man sich darauf, die Lilie auch im neuen Wappen zu verwenden. Grund war in erster Linie die frühere Zugehörigkeit zum Hochstift Speyer – die Lilie ist das Symbol der Gottesmutter, der Patronin des Domstifts. Hinsichtlich der verwendeten Farben Silber und Blau orientierte man sich sowohl an den Farben des Domstifts als auch an denen der früher hier ansässigen Familie Holzapfel von Herxheim. In Anlehnung an das aus dem Jahr 1733 stammende Siegel mit der siebenperligen Krone wurde die Lilie mit zwei goldenen Sternen „geschmückt“. Genehmigung: 20. Februar 1923, Bayerisches Staatsministerium des Innern, München |

### Gemeindepartnerschaften
Partnerschaften werden mit Ilfracombe in England und Saint-Apollinaire in Frankreich unterhalten.

## Archäologie

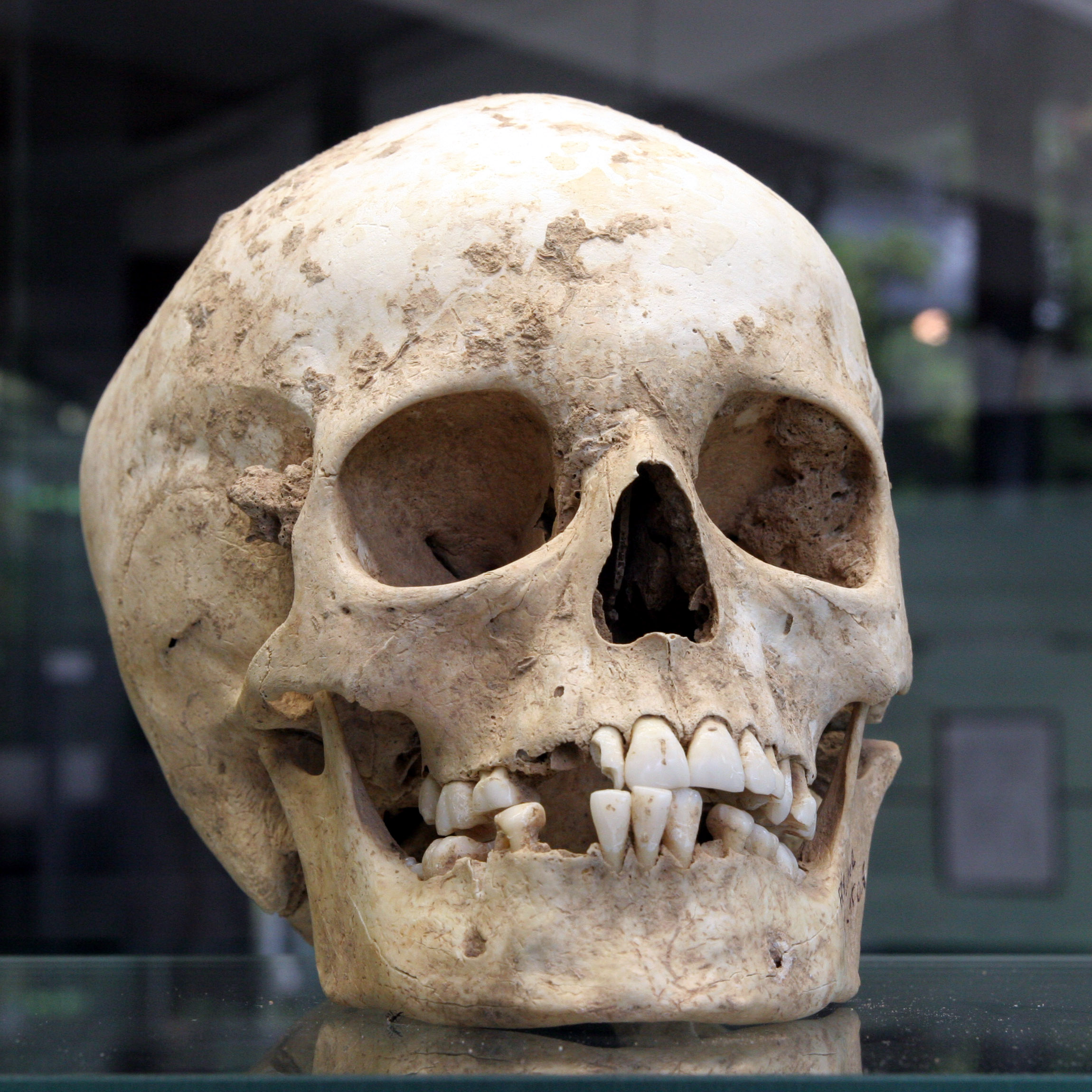
Schädel aus den Herxheimer Funden. Er befindet sich im Museum des Institutes für Geowissenschaften an der Ruprecht-Karls-Universität Heidelberg.

Im Zeitraum von 1996 bis 1999 wurde im Vorfeld des Gewerbegebietes West eine Siedlung der Linearbandkeramischen Kultur ausgegraben. Wegen ungewöhnlicher Ergebnisse wurden die Grabungen in den Jahren 2005 und 2006 fortgesetzt. Die Untersuchungen dauern an. Die Siedlung bestand von der Älteren Bandkeramik (Phase Flomborn) bis in die Jüngste Bandkeramik, nämlich etwa 5300–5150 v. Chr.
Südlich davon wurde eine Vielzahl von Gruben festgestellt, die so dicht beieinander lagen und sich immer wieder überschnitten, dass zunächst der Eindruck zweier um das Dorf laufender Gräben entstand. Dieses Grabensystem ist später als Erdwerk erkannt worden. In den Gruben, die dem jüngsten Abschnitt zuzuordnen sind, lagen eine Vielzahl menschlicher Knochen, vielfach zerschlagen, fast immer aus dem anatomischen Verband gelöst. Die Zahl von mindestens 450 Schädeln (bei noch nicht abgeschlossener Ausgrabung der Grubenanlage) belegt, dass in Herxheim sehr viel mehr Menschen bestattet wurden, als dort innerhalb der jüngsten Phase der Bandkeramik gewohnt haben können. In den Gruben fanden sich außerdem zahlreiche andere Funde, wie Töpferware, Silex oder Mahlsteine, die vielfach ebenfalls bewusst zerstört wurden.
Die Untersuchung der von Kalksinter gereinigten Knochen und der daran befindlichen Schnittspuren brachte Bruno Boulestin, einen Anthropologen der Universität Bordeaux, zu der Vermutung, dass die gefundenen Knochen Reste kannibalischer Mahlzeiten seien. Die Schnittspuren weisen darauf hin, dass die Haut abgezogen wurde, Sehnen durchtrennt wurden, um Gliedmaßen abzutrennen und Körperteile systematisch entfleischt wurden. Die Spuren seien solchen vergleichbar, die man an den Knochen geschlachteter Tiere findet. Ebenso deuten Analysen des in den Knochen enthaltenen Kollagens eindeutig darauf hin, dass dieses durch Kochen erhitzt und dabei teilweise zerstört worden ist. Desgleichen werden Brandspuren an einigen Schädeln dahin gehend gedeutet, dass diese Schädel durch kurzzeitig einwirkende Feuerhitze geschädigt wurden. Denn brandtypische Verfärbungen ließen sich nur an den Vorderzähnen finden, nicht aber an den Backenzähnen. Die an der Untersuchung beteiligten Wissenschaftler wiesen darauf hin, dass derartige Spuren stets entstehen, wenn sich die Lippen eines Menschen durch das Verbrennen aufrollen und die Vorderzähne freilegen, während die Backenzähne meistens durch das dickere Muskelfleisch der Wangen besser vor der Feuereinwirkung geschützt seien. Ein Massaker konnte aufgrund des Fehlens von Kampfverletzungen ausgeschlossen werden. Denkbar wären also rituelle Opferungen oder Tötungen Gefangener.
Die Archäologin Andrea Zeeb-Lanz wies darauf hin, dass ein echter Beweis der Kannibalismus-These, wie der Nachweis menschlichen Myoglobins in Fäkalien, nicht vorliege. Außerdem würde die Zahl der Toten bezogen auf die Dauer der Besiedelung bedeuten, dass für Jahre Menschenfleisch ein Hauptnahrungsmittel der Bandkeramiker gewesen sei. Die Untersuchung der Isotope Strontium-86 und Strontium-87 im Zahnschmelz von 54 Individuen zeigte, dass jene aus granitreichem Bergland stammten. Sie waren also keine Bandkeramiker, die aus landwirtschaftlichen Gründen nur auf lössreichen Talebenen siedelten.

## Sehenswürdigkeiten

### Bauwerke
Kulturdenkmäler

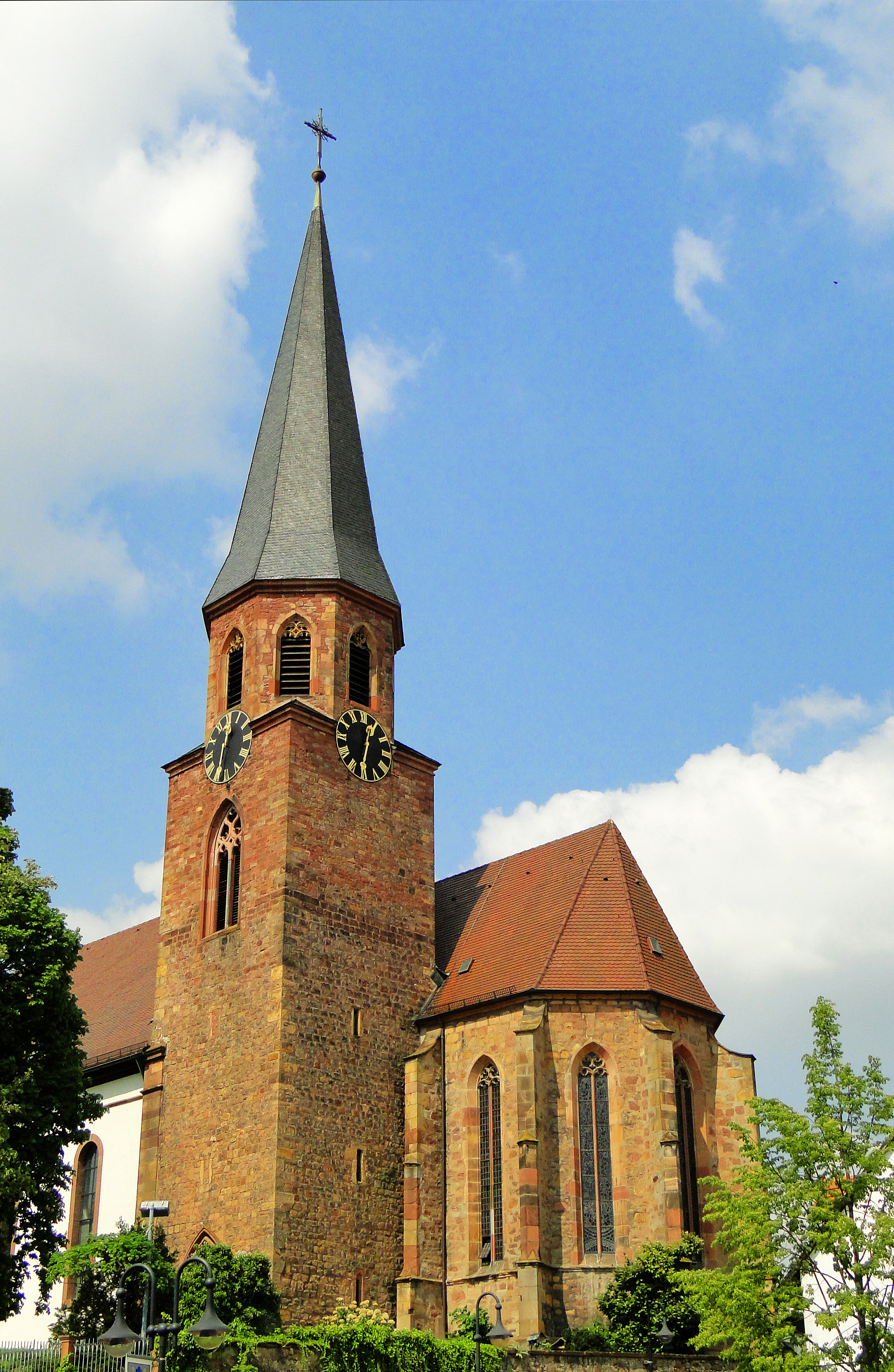
St. Maria Himmelfahrt
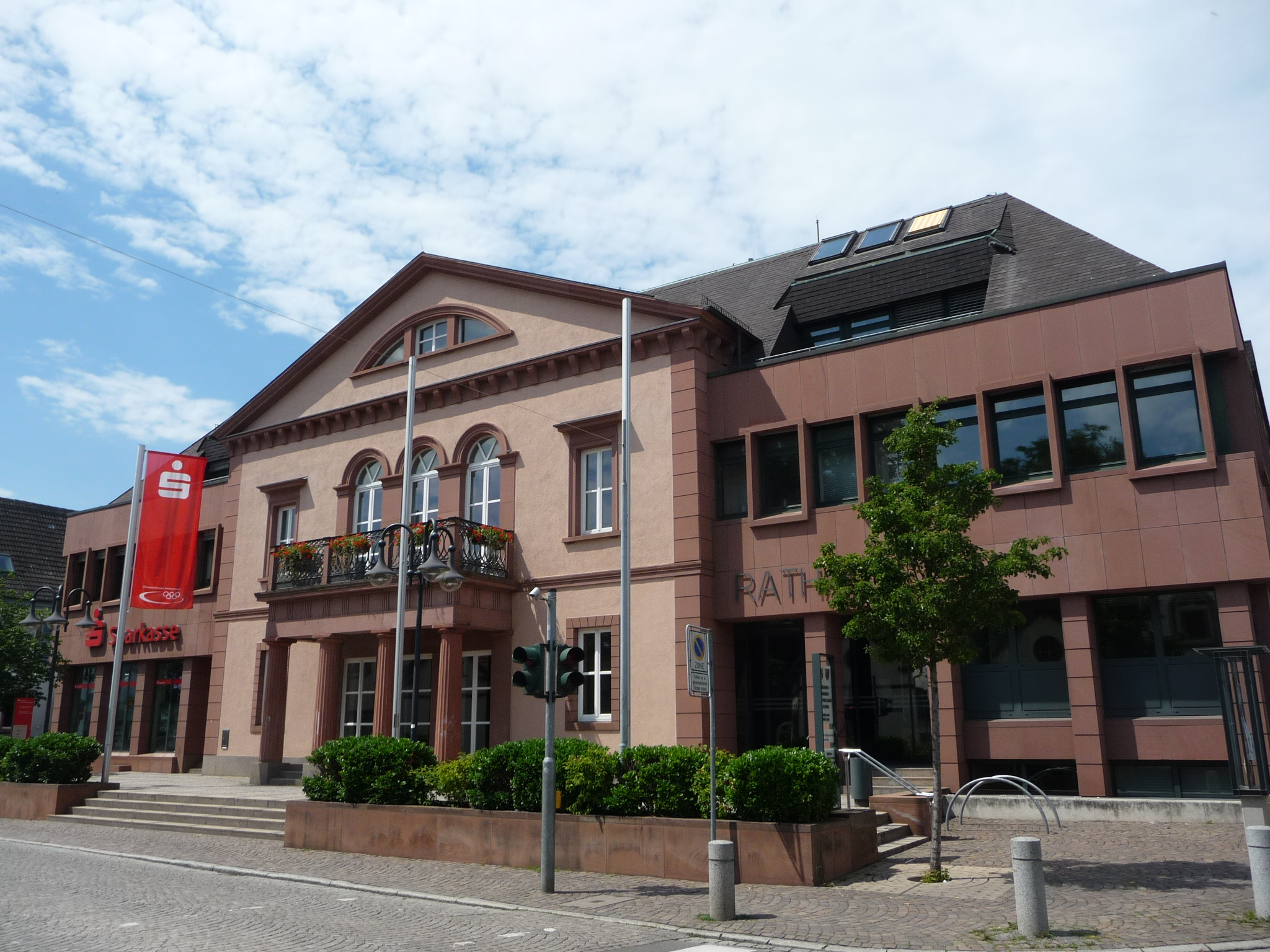
Rathaus
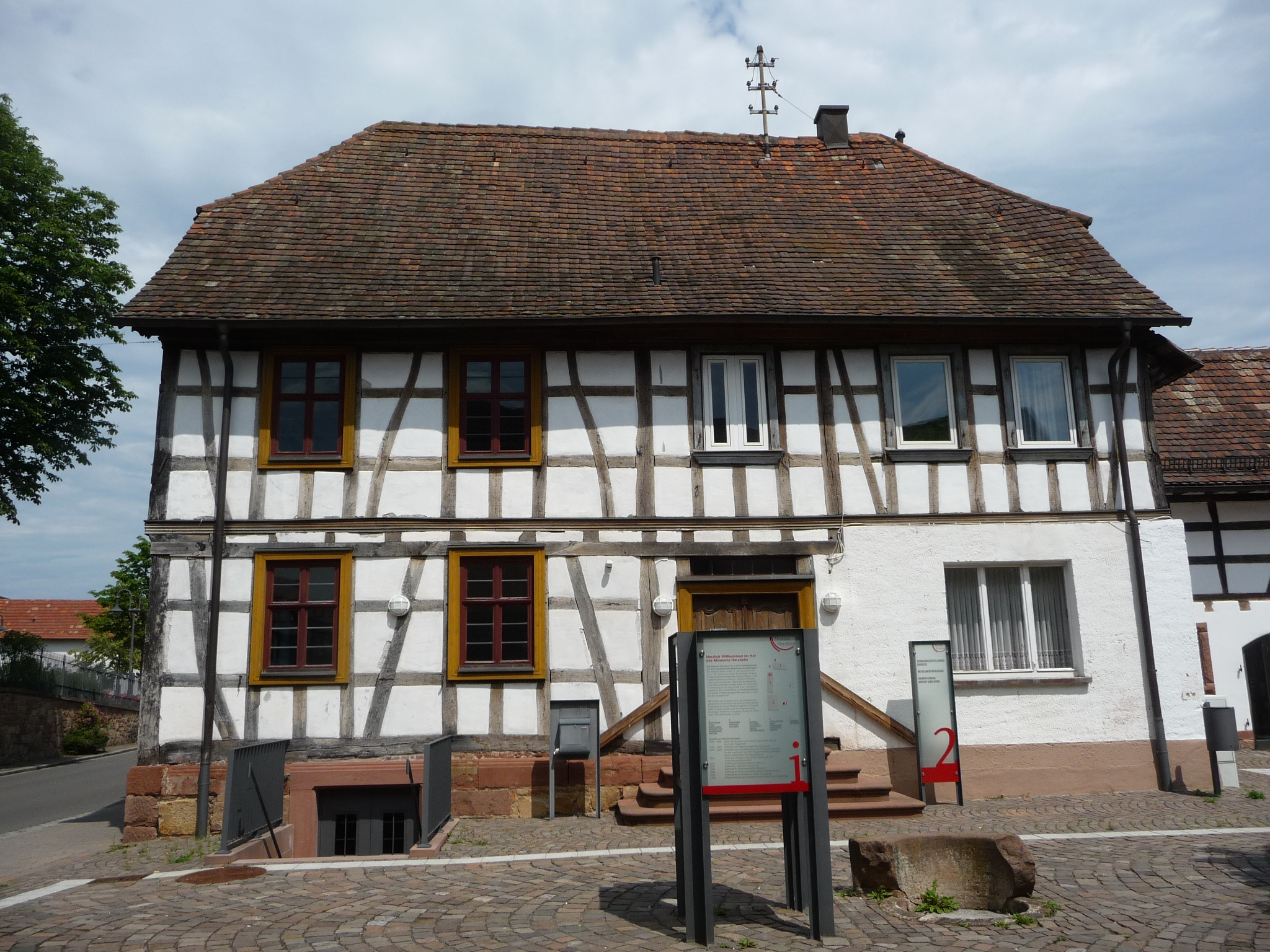
Museum
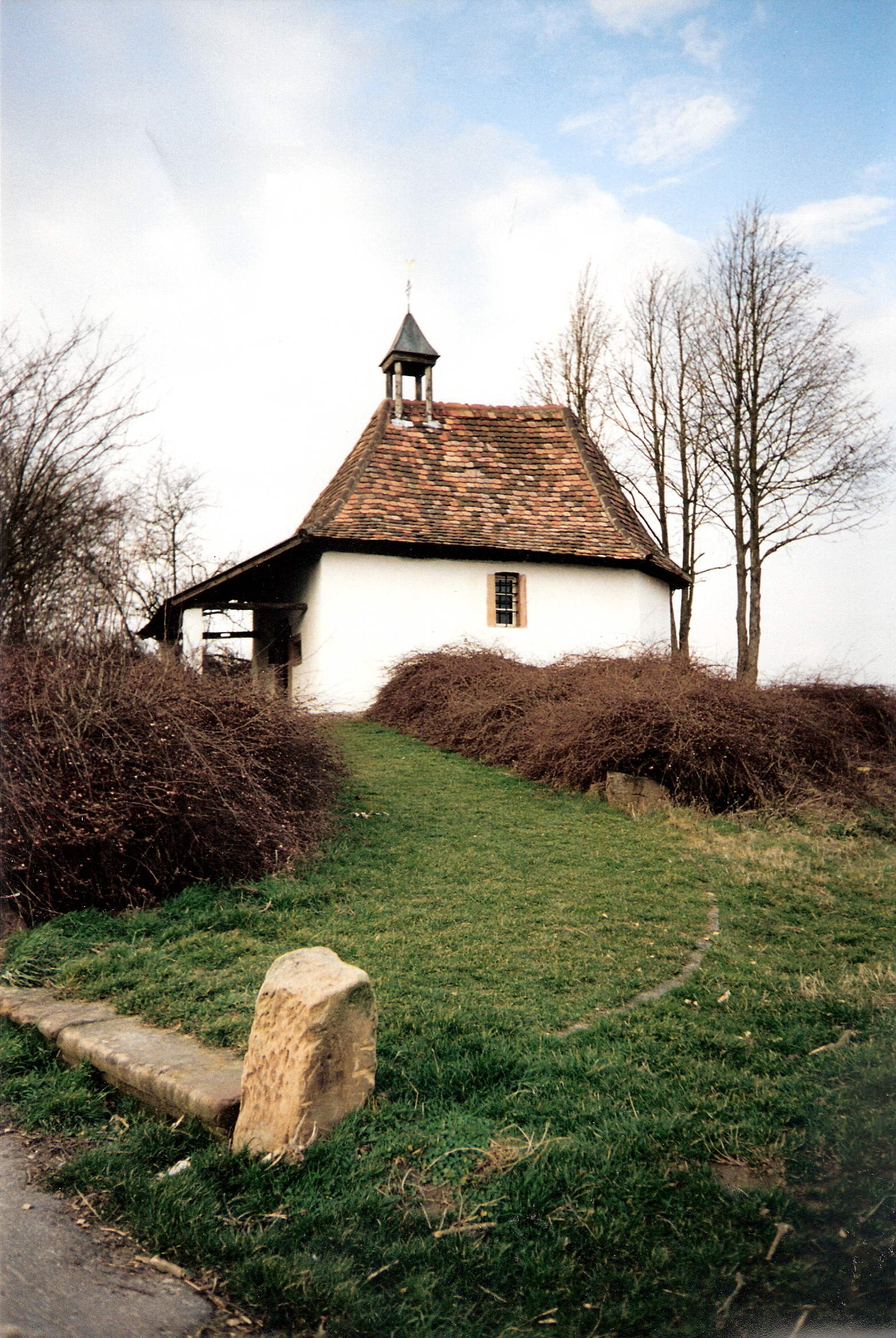
Landauer Kapelle (auch: Loretokapelle)
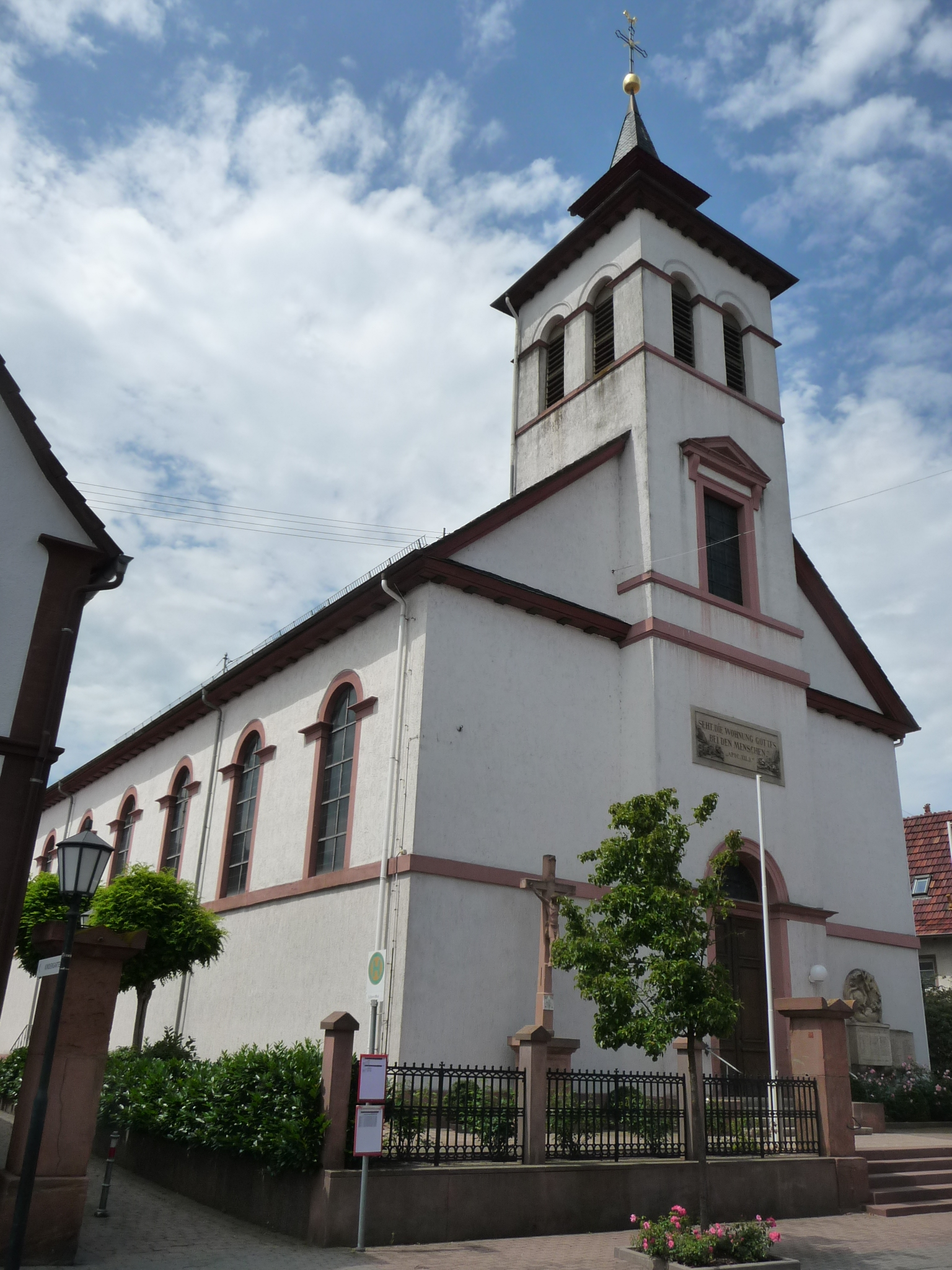
Heilig-Kreuz-Kirche

Der Friedhof, die Holzgasse, die Ensembles Untere Hauptstraße 66–132 und Untere Hauptstraße 147–154 sowie der Ortskern von Hayna sind als Denkmalzonen ausgewiesen.
Darüber hinaus existieren im Gemeindegebiet zahlreiche Einzelobjekte, die unter Denkmalschutz stehen. In der Dorfmitte auf dem Kirchberg nördlich der Unteren Hauptstraße befinden sich die Kirche St. Maria Himmelfahrt und Kriegergedächtniskapelle. Der älteste erhaltene Teil der Kirche ist der Kirchturmstumpf von 1004. Der netzgewölbte Chor (1507) und die oberen Turmgeschosse (Glockengeschoss von 1585) sind spätgotisch, das Langhaus wurde 1776/77 errichtet. Unterhalb der Kirche steht die Kriegergedächtniskapelle. Es handelt sich um ein eingeschossiges langgestrecktes Gebäude mit klassizistischen Elementen wie einem Vorbau mit Dreiecksgiebel. 1831 wurde das Gebäude als Wacht- und Arresthaus erbaut. An seiner Stelle befand sich bis dahin das Rathaus. In den Jahren 1921 und 1922 wurde das Wachthaus zu einer Kriegergedächtniskapelle umgebaut.
Ebenfalls denkmalgeschützt ist die Fassade des 1975 abgebrochenen Rathauses. In den Jahren 1856 und 1857 ließ Leonhard Peters in der Ortsmitte mit der Villa Wieser ein neubarockes Schlösschen erbauen. Die Villa ist ein zweigeschossiges Wohnhaus mit Mansardwalmdach, Türmchen und neogotischem Anbau. An der Rückseite besteht eine Parkanlage mit Spielplatz. Zum Rathaus hin wird das Anwesen von zwei klassizistischen Vorbauten (um 1850) flankiert. Acht Kapellen – darunter die Landauer Kapelle – bilden einen Kapellenkranz rund um Herxheim. Im Ortsteil Hayna steht die katholische Kirche Heilig Kreuz.
Im November 2004 wurde das Museum Herxheim eröffnet. Es zeigt die Dauerausstellung „Steinzeit im Scheunenkeller“ mit der Bandkeramik und anderen örtlichen Funden. Im Museumshof geben Stelen mit kleinen Schaukästen einen Überblick über die Geschichte Herxheims.
sonstige Bauwerke

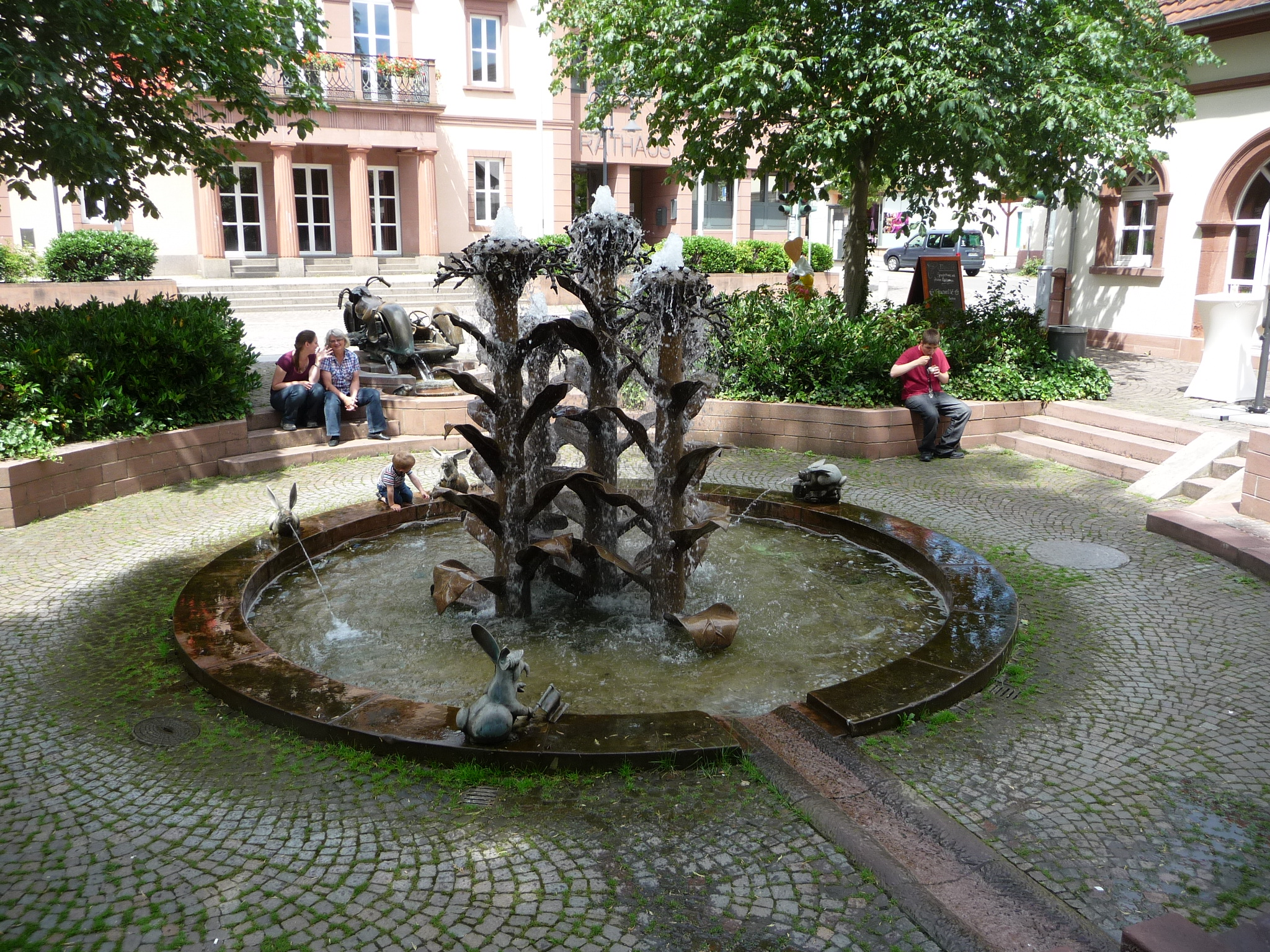
Brunnenanlage vor der Villa Wieser

- Die Brunnenanlage – Bürgerbrunnen genannt – zwischen den Vorbauten wurde vom Bildhauerehepaar Gernot und Barbara Rumpf gestaltet und im Jahr 1989 eingeweiht.
- Der Waschplatz am Klingbach bei der Brücke der Speiertsgasse wurde bis 1940 genutzt. Die Geländergestaltung erfolgte ebenfalls durch Gernot Rumpf.
- Zahlreiche Tabakschuppen sind erhalten geblieben; am Bruchweg bilden mehrere ältere Schuppen die einzige beidseitig bebaute Schuppenstraße.
- Das von der Hauptstraße her übersiedelte Fachwerkhaus der DPSG-Pfadfinder am Parkplatz hinter der Festhalle.

### Sport

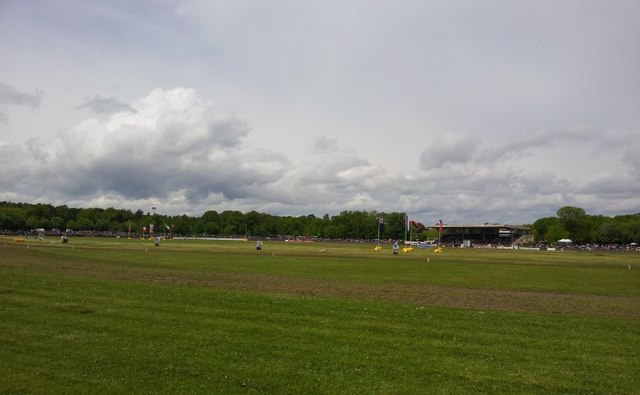
Waldstadion

Die Sondersportanlage Waldstadion ist eine Mehrzweckanlage für Pferderennsport, Motorradrennen und Fußball.
Überregional bekannt ist Herxheim durch Sandbahn-Motorradrennen. Das Waldstadion hat eine 1000-m-Sandbahn, auf der unter anderem jährlich an Christi Himmelfahrt das Vatertagsrennen stattfindet, an dem meistens die Weltspitze der Langbahn-Fahrer teilnimmt. Mehrfach (1984, 1990, 1996, 2001, 2019, 2023) war das Waldstadion schon Austragungsort der Langbahn-Weltmeisterschaft sowohl der Solo- als auch der Gespannklasse. Veranstalter der Rennen ist die Motorsportvereinigung Herxheim (MSVH), für die unter anderem auch der mehrfache Langbahn-Weltmeister Gerd Riss startete.
Die Fußballmannschaft des SV Viktoria Herxheim spielte einige Jahre in der Oberliga Südwest und nahm 1991/92 am DFB-Pokal teil. Der TV Herxheim bietet unter anderem Leichtathletik an. Der SV Darmstadt 98 absolvierte die Vorbereitung zur Saison 2022/23 innerhalb der Gemeinde.
Das Waldstadion hat eine 1100 Meter lange Grasbahn für Galopprennen sowie eine 1000-m-Sandbahn für Trabrennen. Beide Bahnen sind Linkskurs.
Der Renn- und Reitverein Südliche Weinstraße Herxheim verfügt zudem über eine 900-m-Galopp-Trainings-Sandbahn und veranstaltet Pferderennen.

### Theater
Herxheim ist Sitz des Chawwerusch Theaters.

## Wirtschaft und Infrastruktur

### Wirtschaft

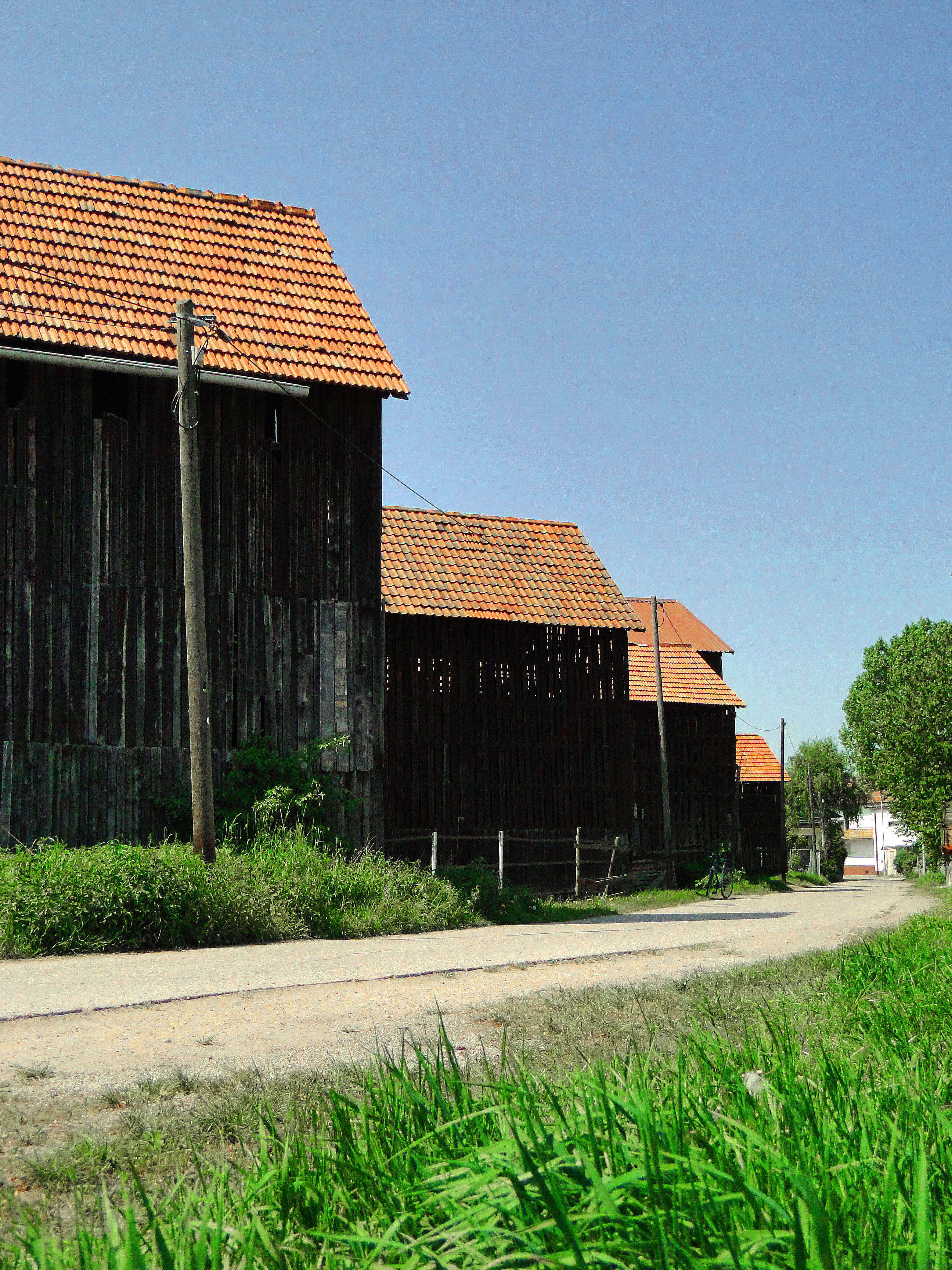
Tabaktrockenschuppen am Bruchweg

Herxheim ist nach wie vor von der Landwirtschaft geprägt. Stark vertreten ist der Anbau von Gemüse mit jährlich mehreren Ernten auch unter Folien. Durch örtlichen Gemüsegroßhandel und -logistik erfolgt der meiste Vertrieb.
Im Ort wird Weinbau betrieben. Hier befindet sich die Einzellage Engelsberg (95 ha) als Teil der Großlage Herrlich im Weinanbaugebiet Pfalz.
Ab den 1950er Jahren produzierte hier Akkord-Radio, bis das Unternehmen von anderen Firmen übernommen wurde. Herxheim ist Sitz des Busunternehmens Hetzler Busreisen. Die Business Unit Electrical Heaters der Eberspächer-Gruppe und die Eberspächer catem GmbH & Co. KG haben ihren Sitz im Gewerbegebiet West. Es bestehen zwei große Einrichtungshäuser, Ehrmann-Gilb und Weber. Seit 1911 fertigte die Süßwarenfabrik Eugen Trauth & Söhne in verschiedenen Variationen Negerküsse (heute Schokoküsse). Alle ihre Produkte werden überwiegend im Direktverkauf vermarktet.
Am südlichen Ortsrand besteht die Spedition Eichenlaub und zahlreiche andere Firmen. Das Restaurant- und WELLNESS HOTEL KRONE liegt im Ortsteil Hayna. Es wurde mit einem Michelin-Stern und 18 von 20 möglichen Gault-Millau-Punkten bewertet. Die Pfälzer Stube im Hotel Krone „gehört zu den populärsten und besten Restaurants mit Regionalküche in Deutschland“, schrieb Jürgen Dollase im Juli 2021.
In Herxheim erschien 2007 die erste Ausgabe der Literaturzeitschrift Wortschau.

### Verkehr
Herxheim ist über die Anschlussstelle Nr. 19 (Rohrbach) und Nr. 20 (Kandel-Nord) an die Autobahn 65 angebunden.
Nach der 1996 erfolgten Stilllegung der Bahnstrecke Landau–Herxheim gibt es Buslinien nach Landau (555), Kandel (554) und Rülzheim (555, 557). Die Fahrpläne sind auf die dortigen Anschlüsse abgestimmt. Innerhalb der Verbandsgemeinde Herxheim verkehrt ein Ruftaxi (Linie 5929).

### Bildung
Das Gymnasium im PAMINA-Schulzentrum Herxheim wurde 1995 gegründet.

## Persönlichkeiten

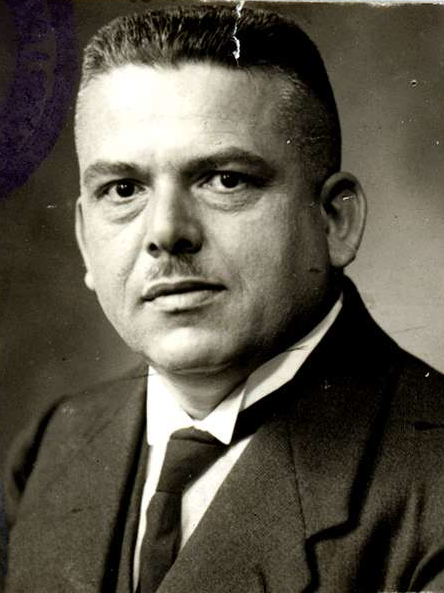
Valentin Eichenlaub

Unter den Personen, die zu Ehrenbürgern der Gemeinde ernannt wurden, befinden sich unter anderem der Theologe August Knecht und der frühere Bürgermeister Albert Detzel.
Zu den frühen prominenten Söhnen gehören der Gewerkschafter und Politiker Valentin Eichenlaub und der rheinland-pfälzische Kultusminister Albert Finck. Im 20. Jahrhundert war die Gemeinde Geburtsort des Bundestagsabgeordneten Max Seither, des Autors Hugo Schultz, des Mediziners Manfred Zimmermann, des Kriminologen Hans-Jürgen Kerner, des Ökonomen Martin Detzel, des Sitar-Spielers Ravigauly und des Dirigenten Jochen Rieder.
Der Wirtschaftswissenschaftler Ferdinand Dudenhöffer und der Musiker Drangsal wuchsen in Herxheim auf. Der Journalist und Autor Michael Bauer lebt seit 1995 vor Ort.